# Kepler-16
Kepler-16 — двойная звезда в созвездии Лебедя. Находится на расстоянии 245,4 ± 0,5 световых лет (75,2 ± 0,2 пк) от Солнца. Вокруг звёзд обращается, как минимум, одна планета.

## Характеристики
Система Kepler-16 состоит из двух звёзд. Первая, более массивная компонента A представляет собой оранжевый карлик, имеющий массу и радиус, равные 68 % и 64 % солнечных соответственно. Температура поверхности звезды составляет приблизительно 4450 кельвинов. Вторая, менее массивная и очень тусклая компонента B является красным карликом с массой и радиусом, равными всего лишь 20 % и 22 % солнечных соответственно.
Звёзды разделены расстоянием 0,22 а.е. и совершают полный оборот вокруг общего центра масс за 41 день.
Система является затменной переменной, то есть орбита звёзд расположена к нам ребром, поэтому компоненты пары затмевают друг друга, из-за чего блеск системы периодически меняется.

## Планетная система
В системе Kepler-16 AB (как и у NN Змеи AB), открытая астрономами планета Kepler-16 b вращается вокруг двух звёзд. 